# Artes decorativas victorianas

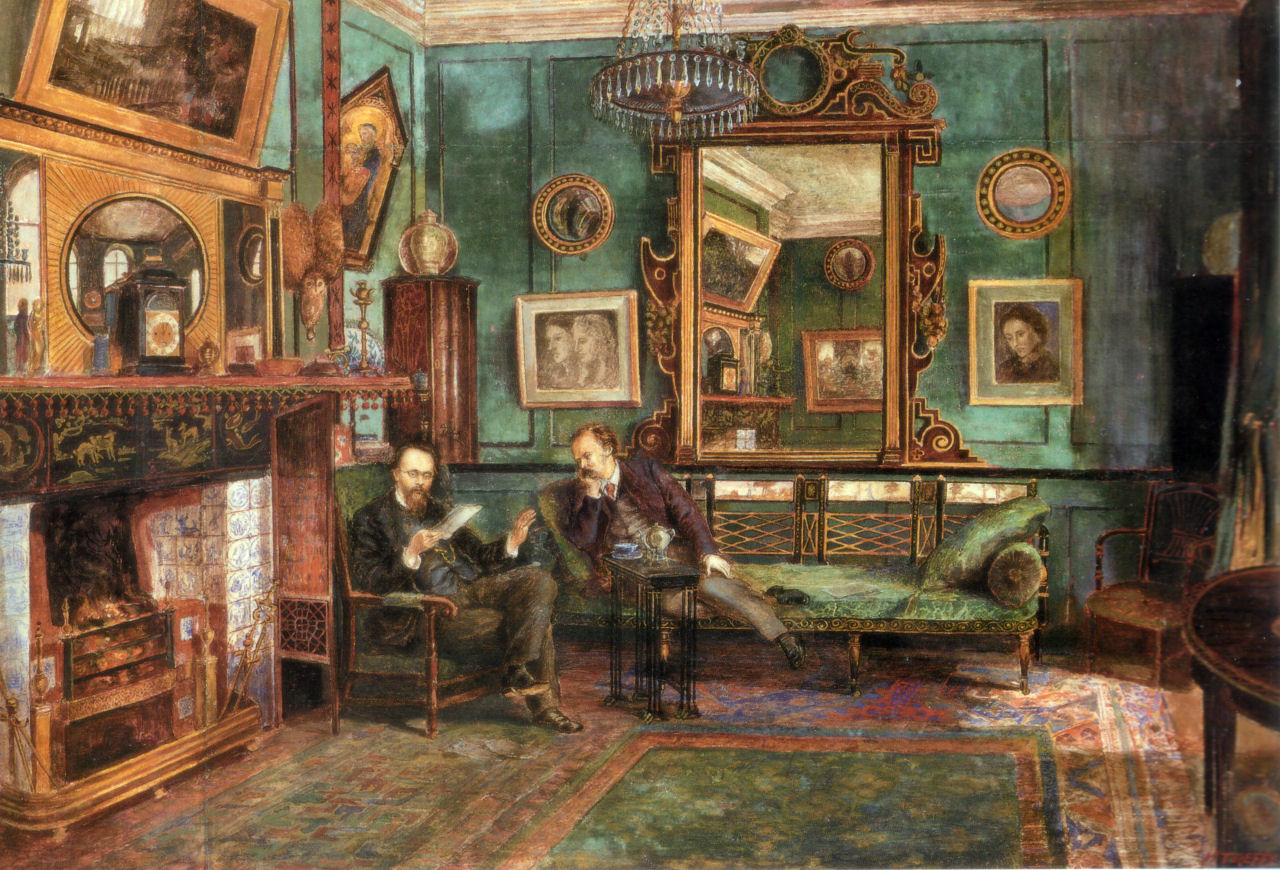
Salón de Dante Gabriel Rossetti en el número 16 de Cheyne Walk, 1882, por Henry Treffry Dunn.

Las artes decorativas victorianas son las artes decorativas durante la época victoriana . Estas tienen infinidad de detalles. La era victoriana es conocida por su interpretación y ecléctico, uso de estilos históricos mezclados con la introducción de influencias asiáticas y de Medio Oriente en muebles, accesorios y decoración de interiores . El movimiento Arts and Crafts, el movimiento estético, el estilo anglo-japonés y el estilo Art Nouveau tienen sus comienzos a finales de la era victoriana y el período gótico.

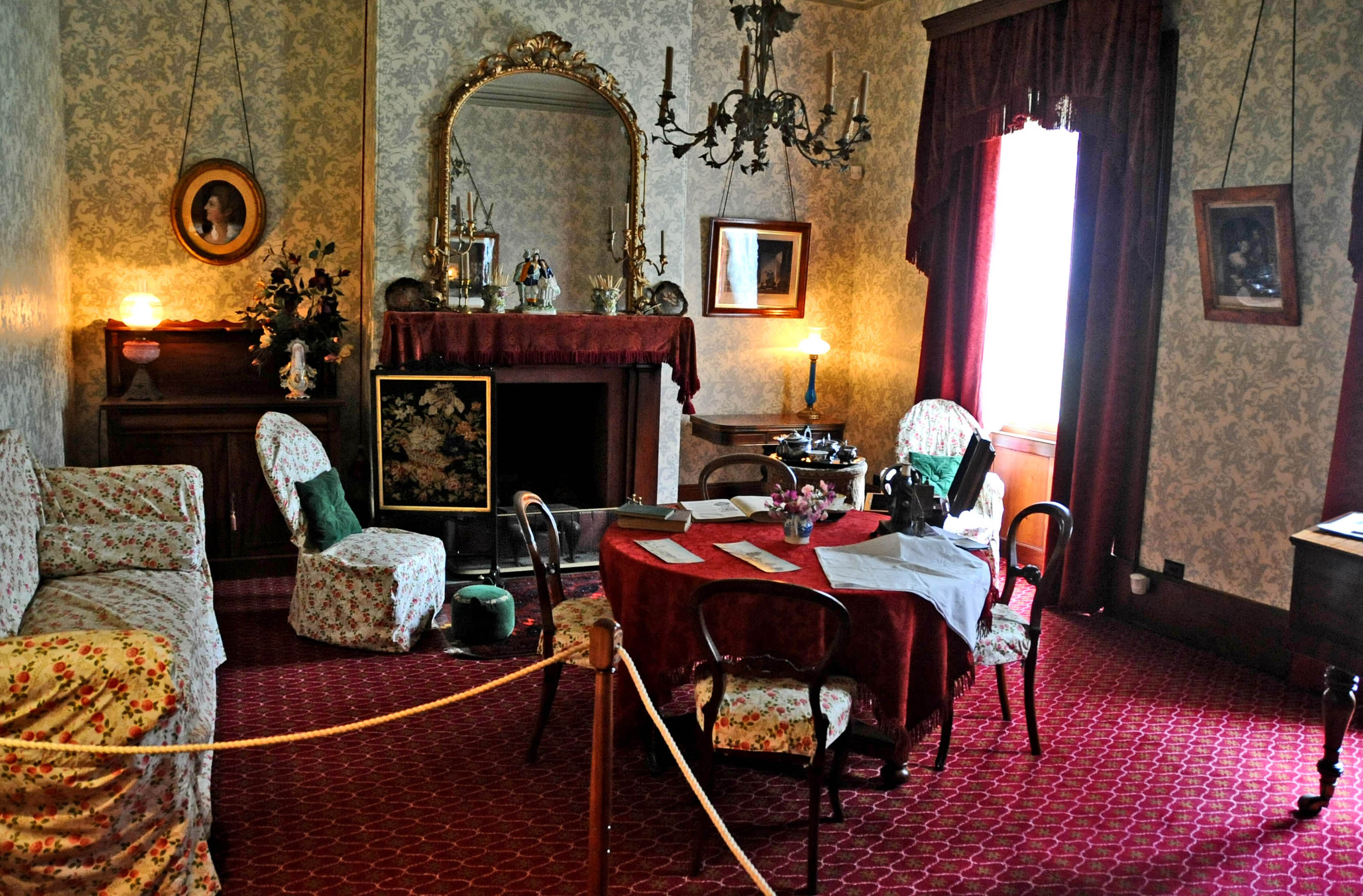
El salón del Comandante, Port Arthur, Tasmania.

## Diseño y decoración de interiores
Estos se destacan por el orden y la ornamentación. Una casa de este período estaba idealistamente dividida en habitaciones, con espacios públicos y privados cuidadosamente separados. El salón era la habitación más importante de una casa y era el escaparate para los propietarios donde se entretenía a los invitados. Se consideraba que una habitación vacía era de mal gusto, por lo que cada superficie estaba llena de objetos que reflejaban los intereses y aspiraciones del propietario. El comedor era la segunda habitación más importante de la casa. El aparador solía ser el punto focal del comedor y estaba decorado de forma muy ornamentada.

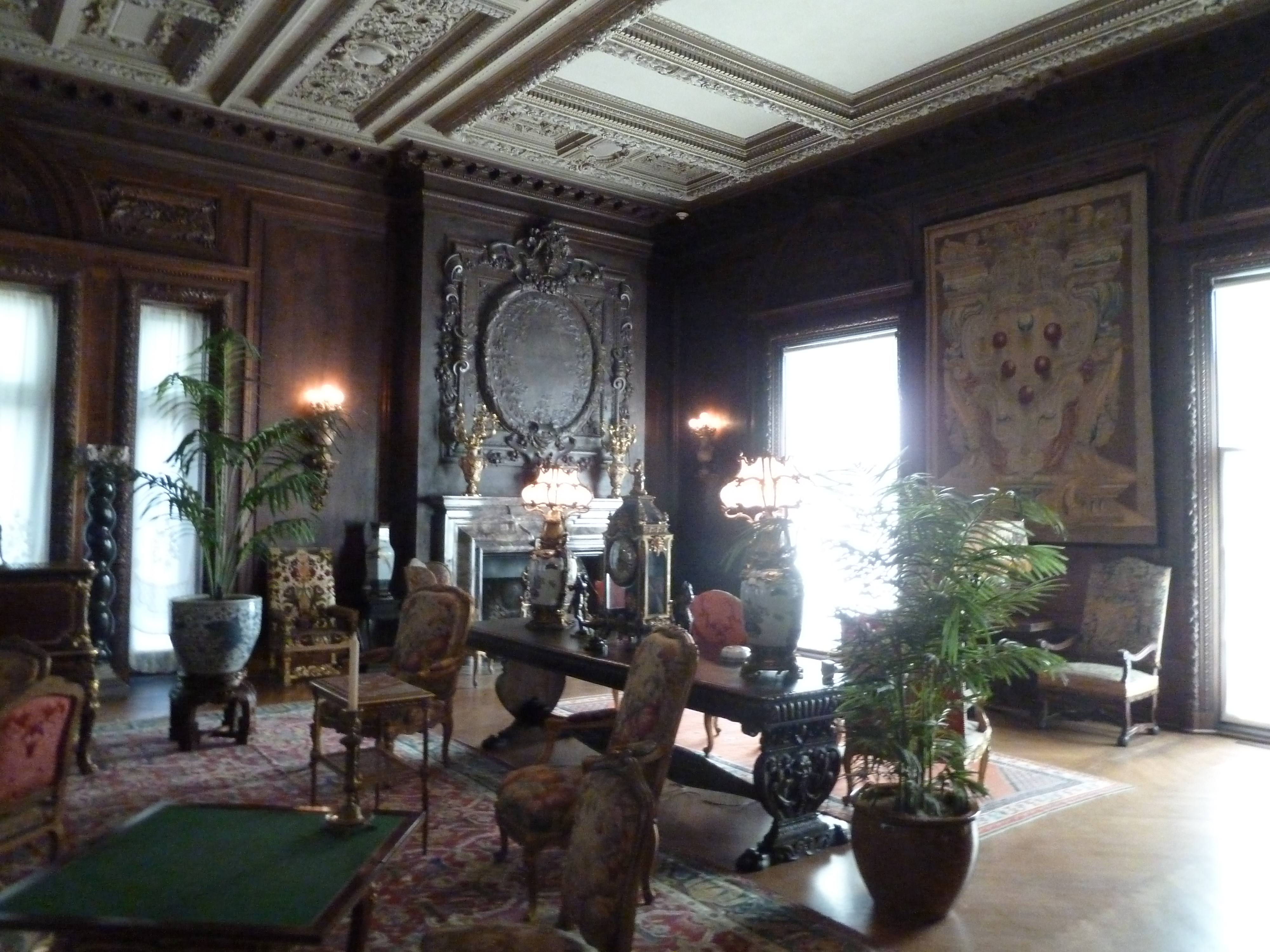
Sala de estar de la Mansión Vanderbilt
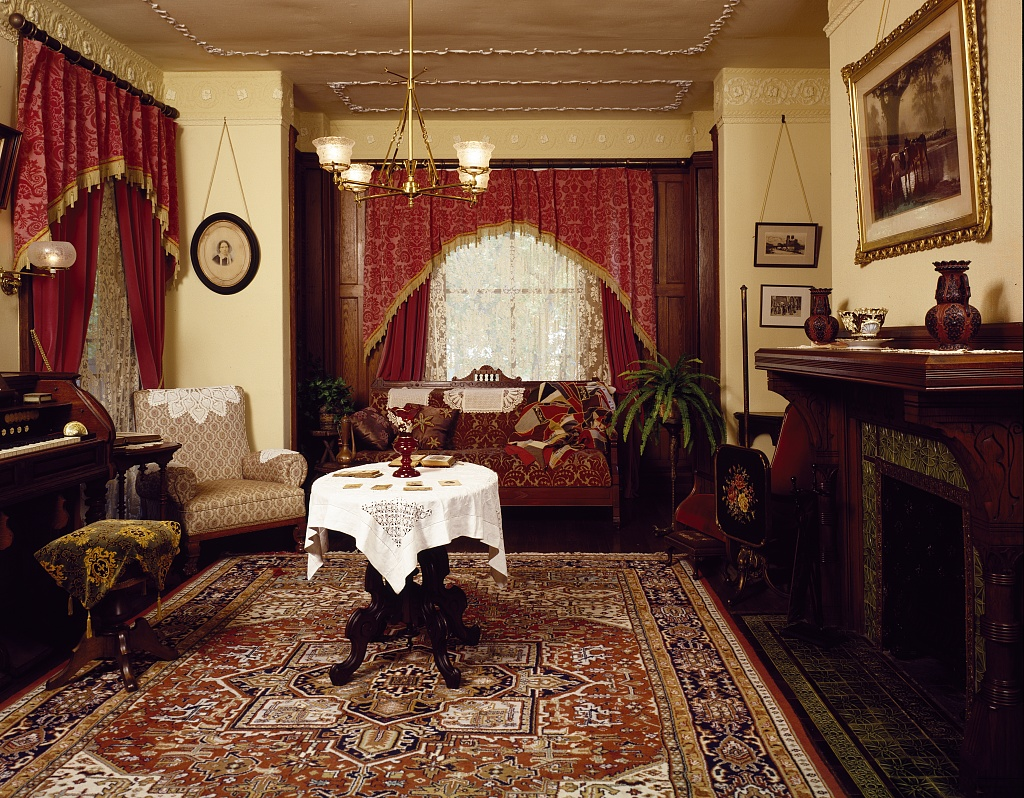
Salón de la propiedad Emlen Physick, 1048 Washington Street, Nueva Jersey, 1879
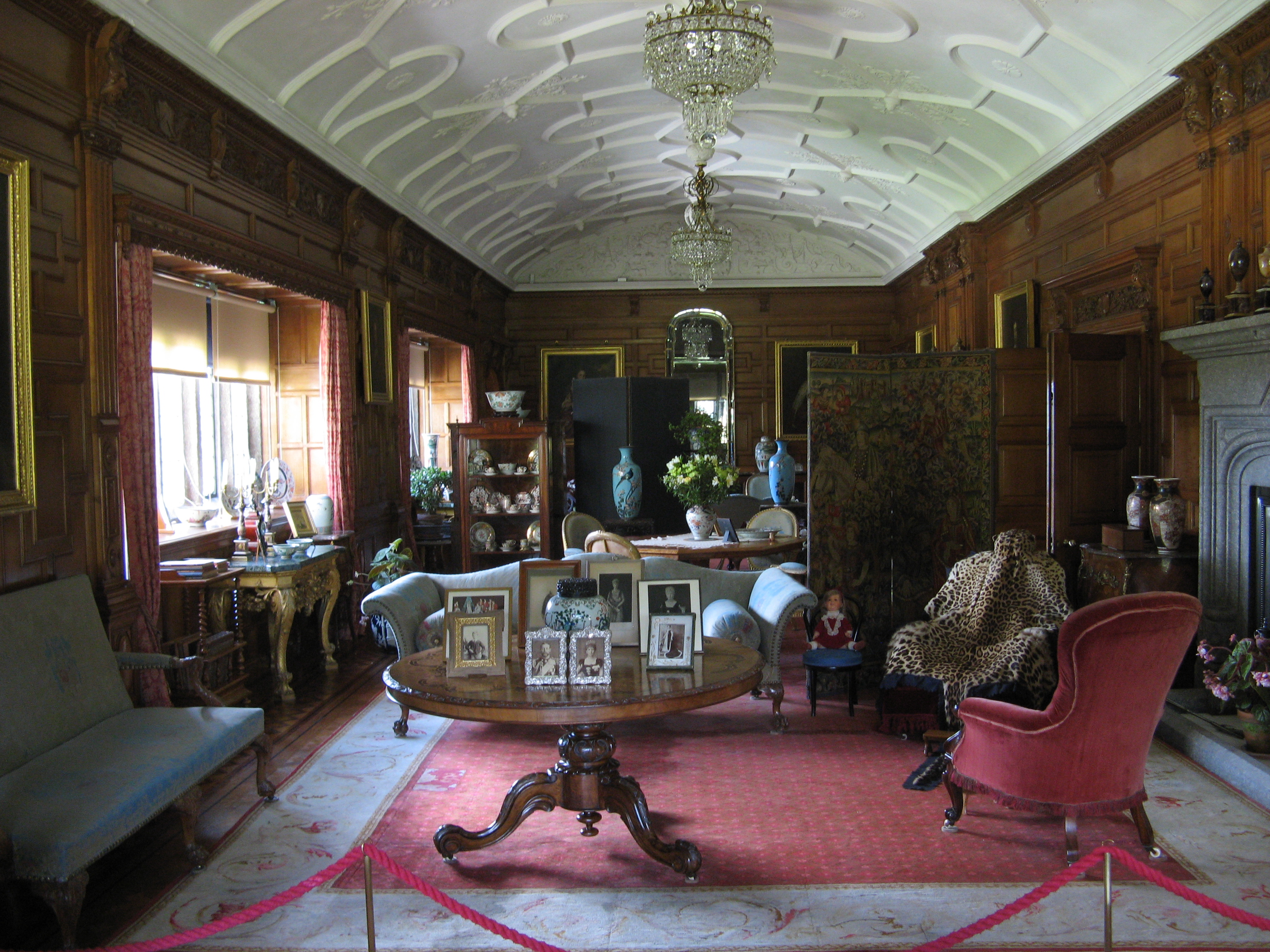
Salón de la Casa Lanhydrock
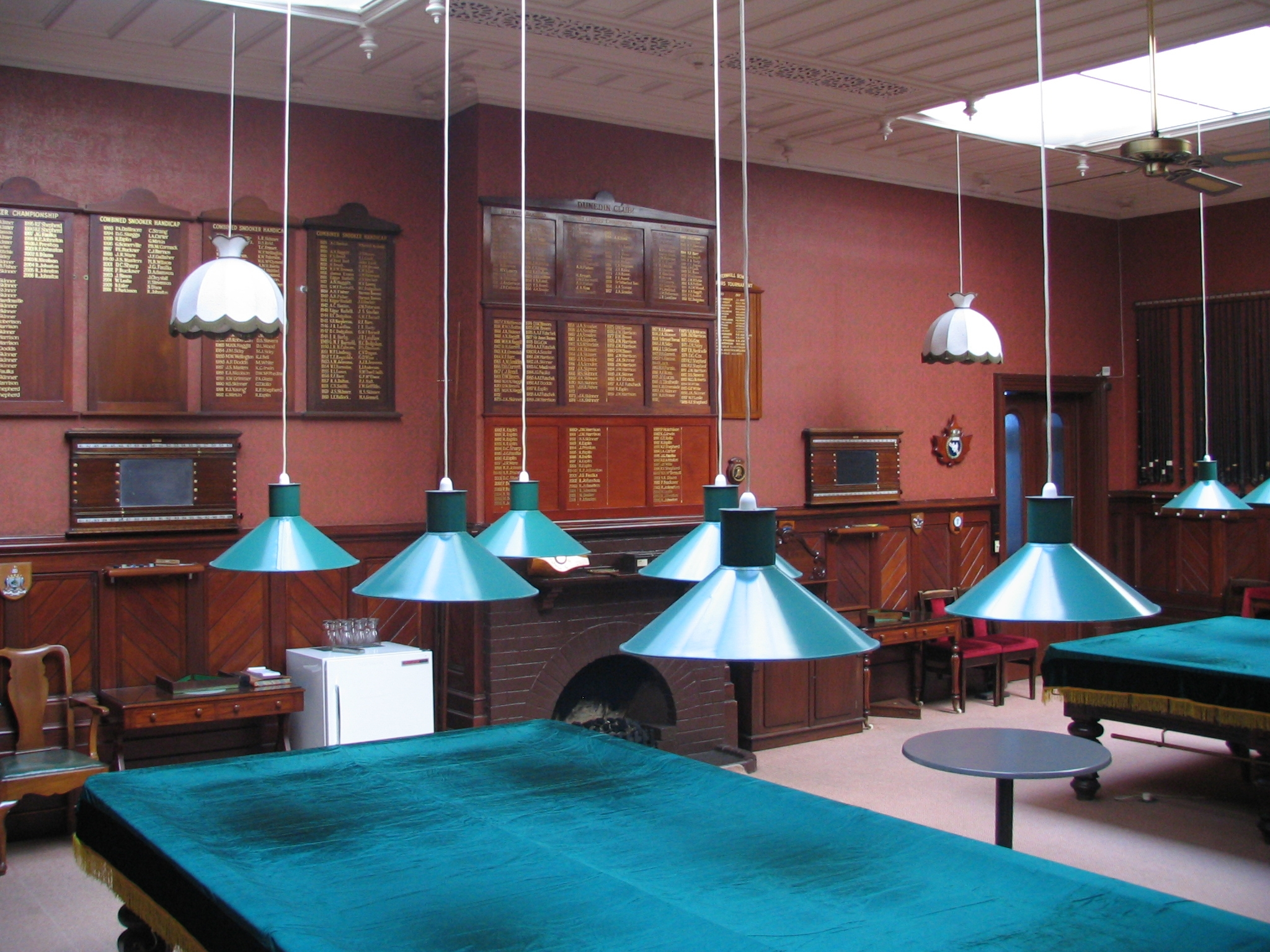
Sala de billar del Dunedin Club

## Paredes y techos
Se decía que la elección del color de la pintura en las paredes de las casas victorianas se basaba en el uso de las habitaciones. Los pasillos que estaban en el vestíbulo de entrada y los de las escaleras se pintaban de un gris sombrío para no competir con las habitaciones circundantes. La mayoría de la gente marmoleó las paredes o la carpintería. También en las paredes era común marcar el yeso húmedo para que pareciera bloques de piedra. Los acabados marmoleados o granulados se encontraban con frecuencia en puertas y carpintería. El "veteado" estaba destinado a imitar maderas de mayor calidad que eran más difíciles de trabajar. Había reglas específicas para la elección y colocación del color interior. La teoría de la “armonía por analogía” consistía en utilizar los colores que se encontraban uno al lado del otro en el círculo cromático . Y la segunda era la “armonía por contraste” que consistía en utilizar los colores opuestos entre sí en el círculo cromático. Había un muro tripartito favorito que incluía un friso o revestimiento de madera en la parte inferior, un campo en el medio y un friso o cornisa en la parte superior. Esto fue popular en el siglo XX. Frederick Walton, quien creó el linóleo en 1863, creó el proceso para grabar en relieve aceite de linaza semilíquido, respaldado con papel o lienzo impermeabilizado. Se llamaba Lincrusta y se aplicaba como papel tapiz. Este proceso facilitó repasar el aceite y hacer que pareciera madera o diferentes tipos de cuero. En los techos que tenían entre 8 y 14 pies, el color se tiñó tres tonos más claro que el color que estaba en las paredes y, por lo general, tenían una alta calidad de ornamentación porque se preferían los techos decorados.

## Muebles
No hubo un estilo dominante de muebles en el período victoriano. Los diseñadores utilizaron y modificaron muchos estilos tomados de varios períodos de la historia como el gótico, el tudor, el isabelino, el rococó inglés, el neoclásico y otros. El estilo renacimiento gótico y rococó fueron los estilos más comunes que se vieron en los muebles durante este tiempo en la historia.

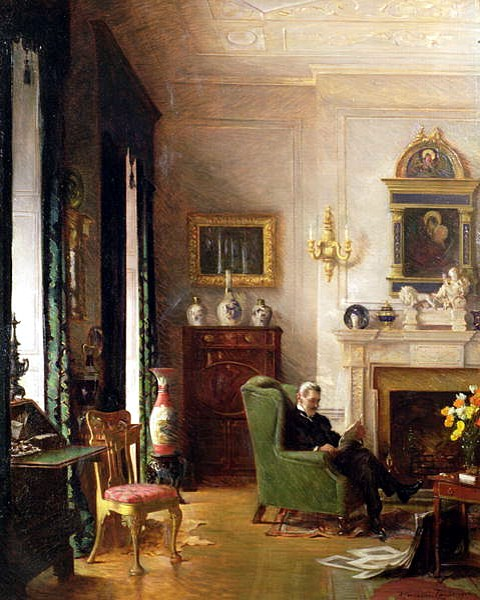
Albert Chevallier Tayler El salón gris
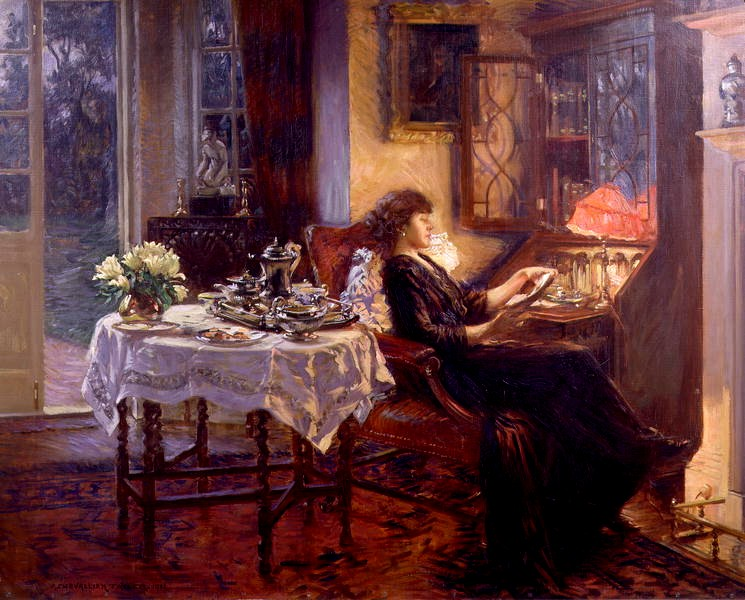
Albert Chevallier Taylor La hora tranquila
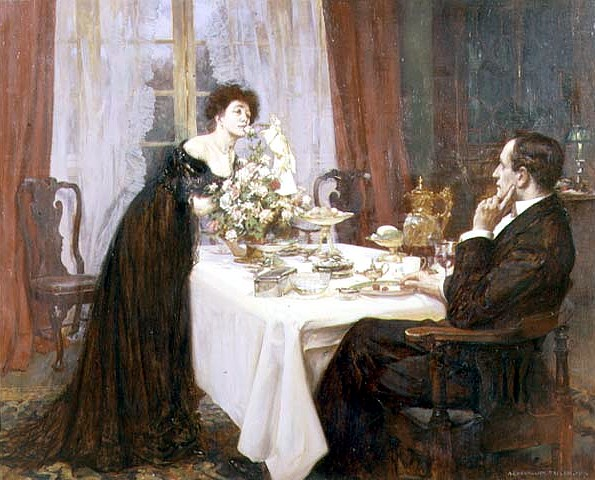
Desayuno por Albert Chevallier Tayler 1909
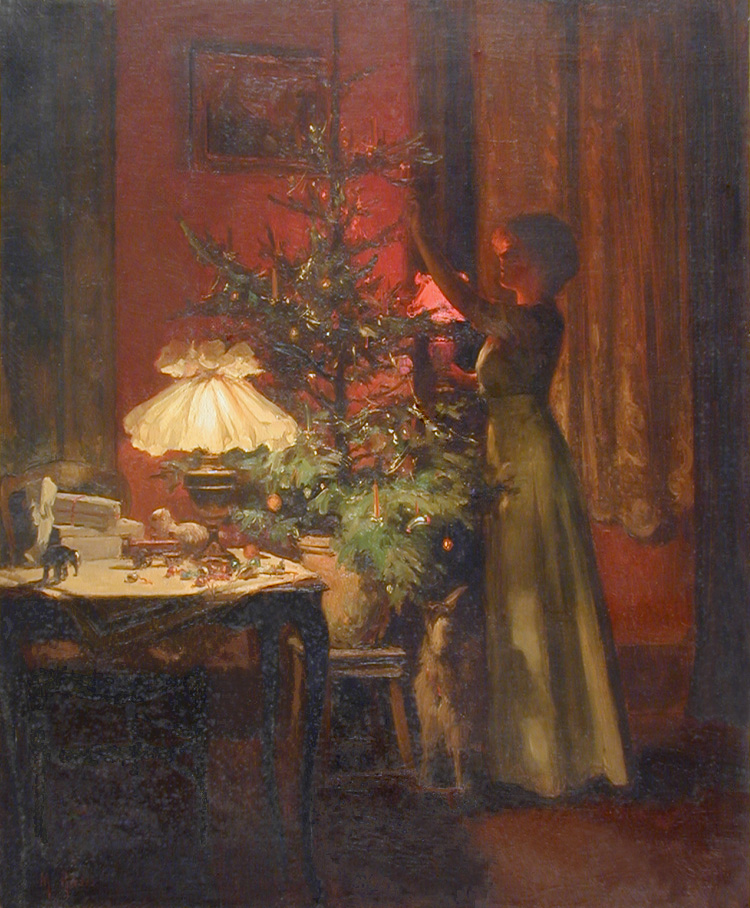
Decoración del árbol de Navidad de Marcel Rieder (1862-1942)

## Papeles pintados
El papel tapiz y los revestimientos de paredes se volvieron accesibles para un número cada vez mayor de propietarios con su amplia gama de diseños y costos variables gracias a la introducción de técnicas de producción en masa y, en Inglaterra, a la derogación en 1836 del impuesto al papel pintado introducido en 1712.
El papel tapiz a menudo se hacía con elaborados patrones florales con colores primarios (rojo, azul y amarillo) en los fondos y sobreimpresos con colores crema y tostado. A esto le siguieron papeles inspirados en el arte gótico en tonos tierra con hojas estilizadas y motivos florales. William Morris fue uno de los diseñadores de papel tapiz y telas más influyentes durante la segunda mitad del período victoriano. Morris se inspiró y usó tapices medievales y góticos en su trabajo. Se utilizó papel gofrado en techos y frisos.

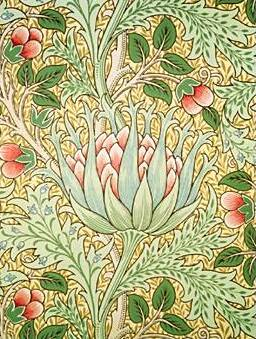
Papel pintado de alcachofa, de John Henry Dearle para Morris & Co., hacia 1897 ( Museo Victoria and Albert ).
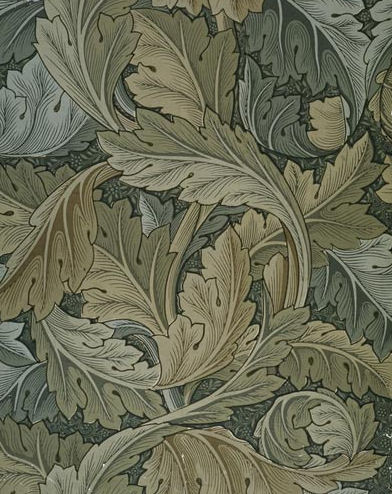
Papel pintado de acanto, 1875
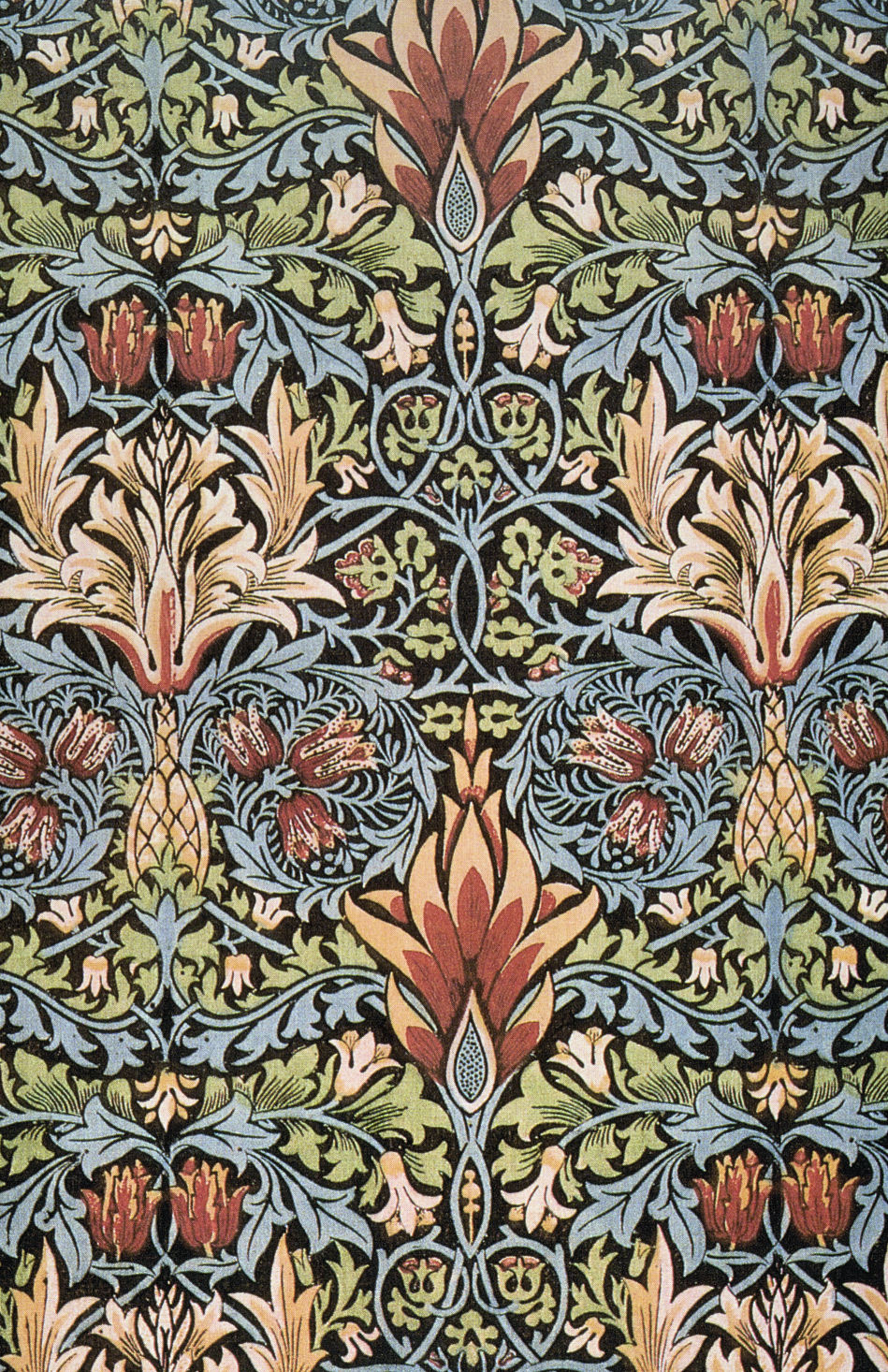
Textil estampado de cabeza de serpiente, 1876
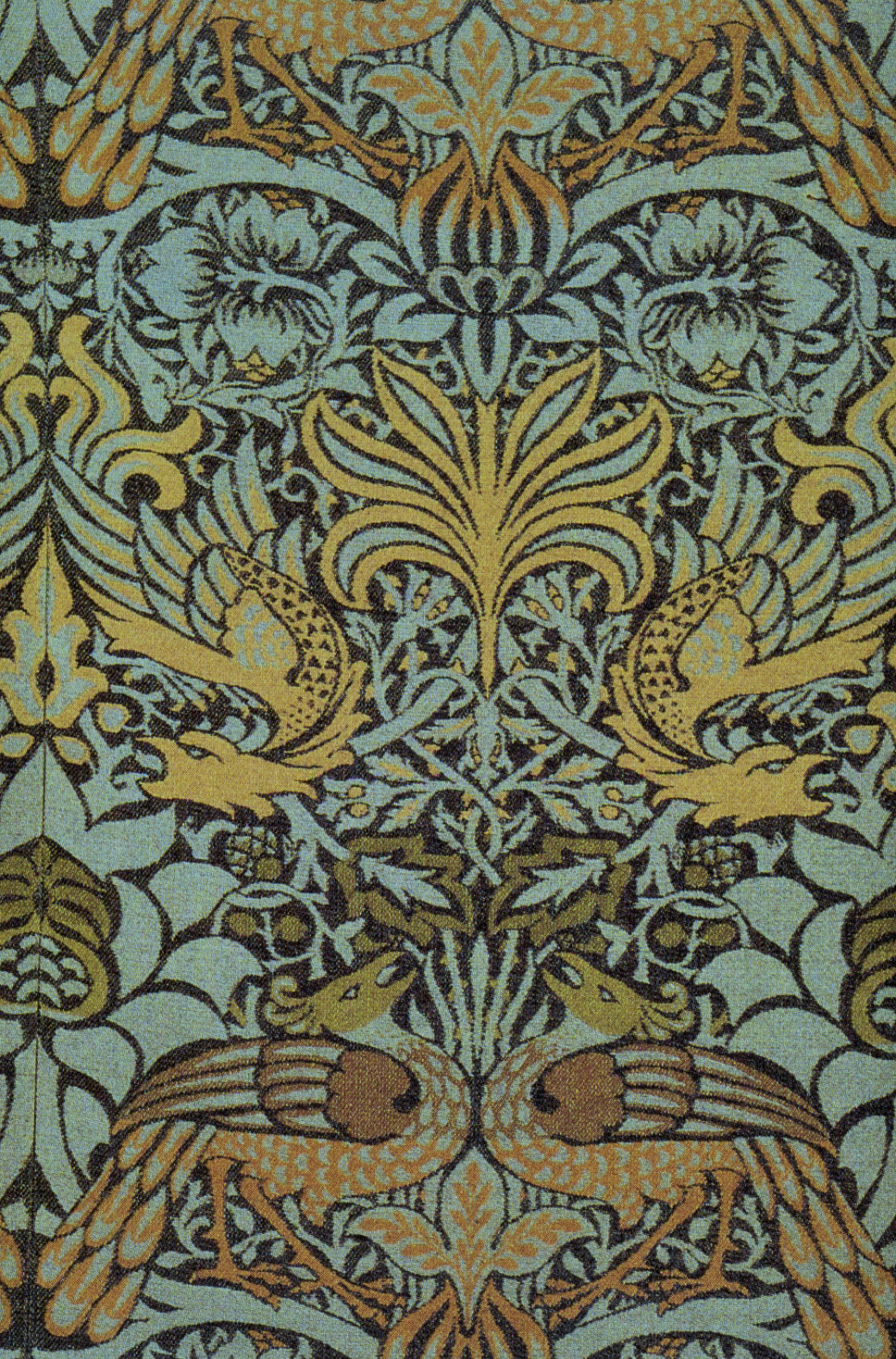
Tela para muebles de lana tejida con pavo real y dragón, 1878
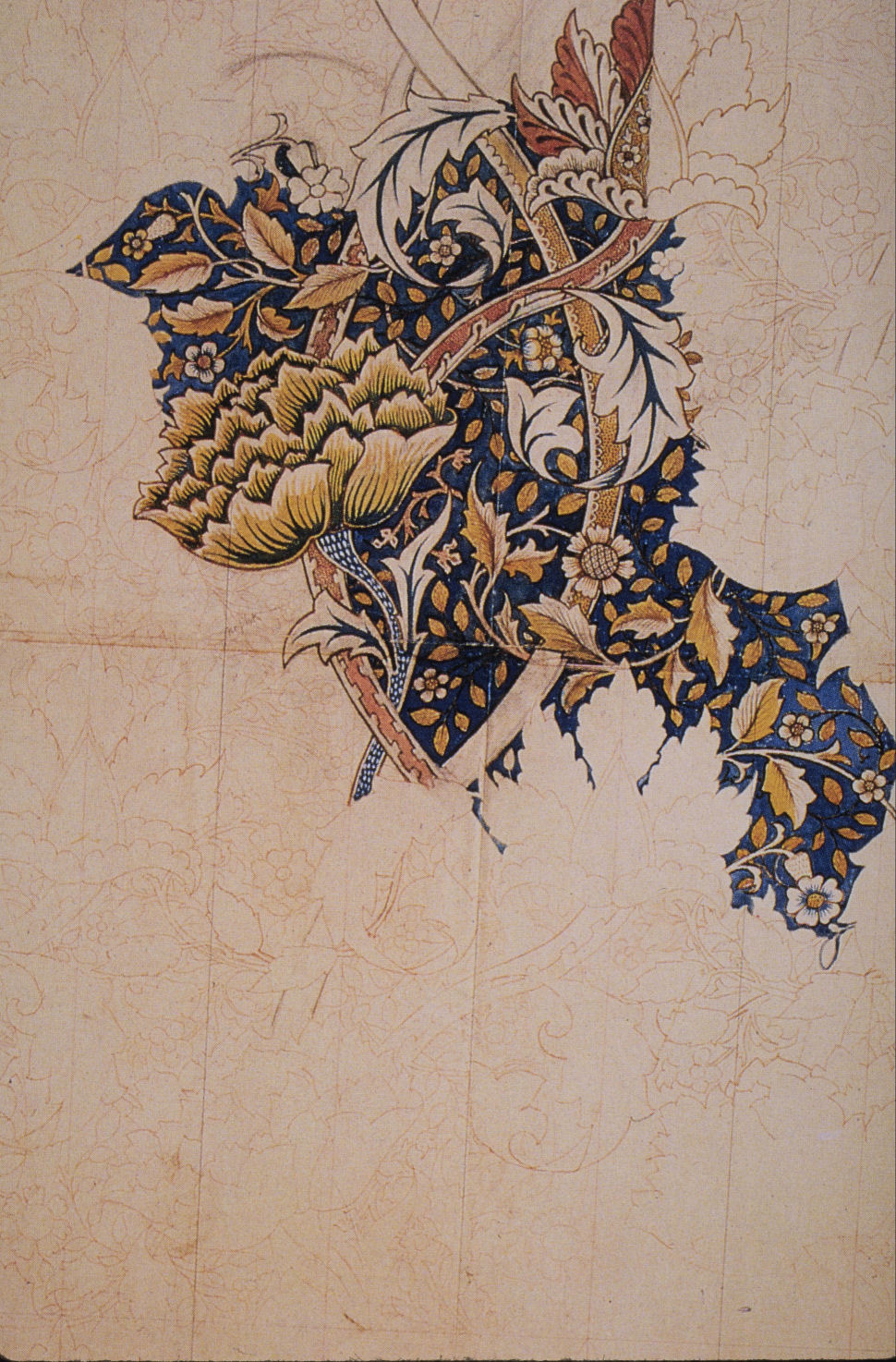
Diseño para textil estampado Windrush, 1881-1883
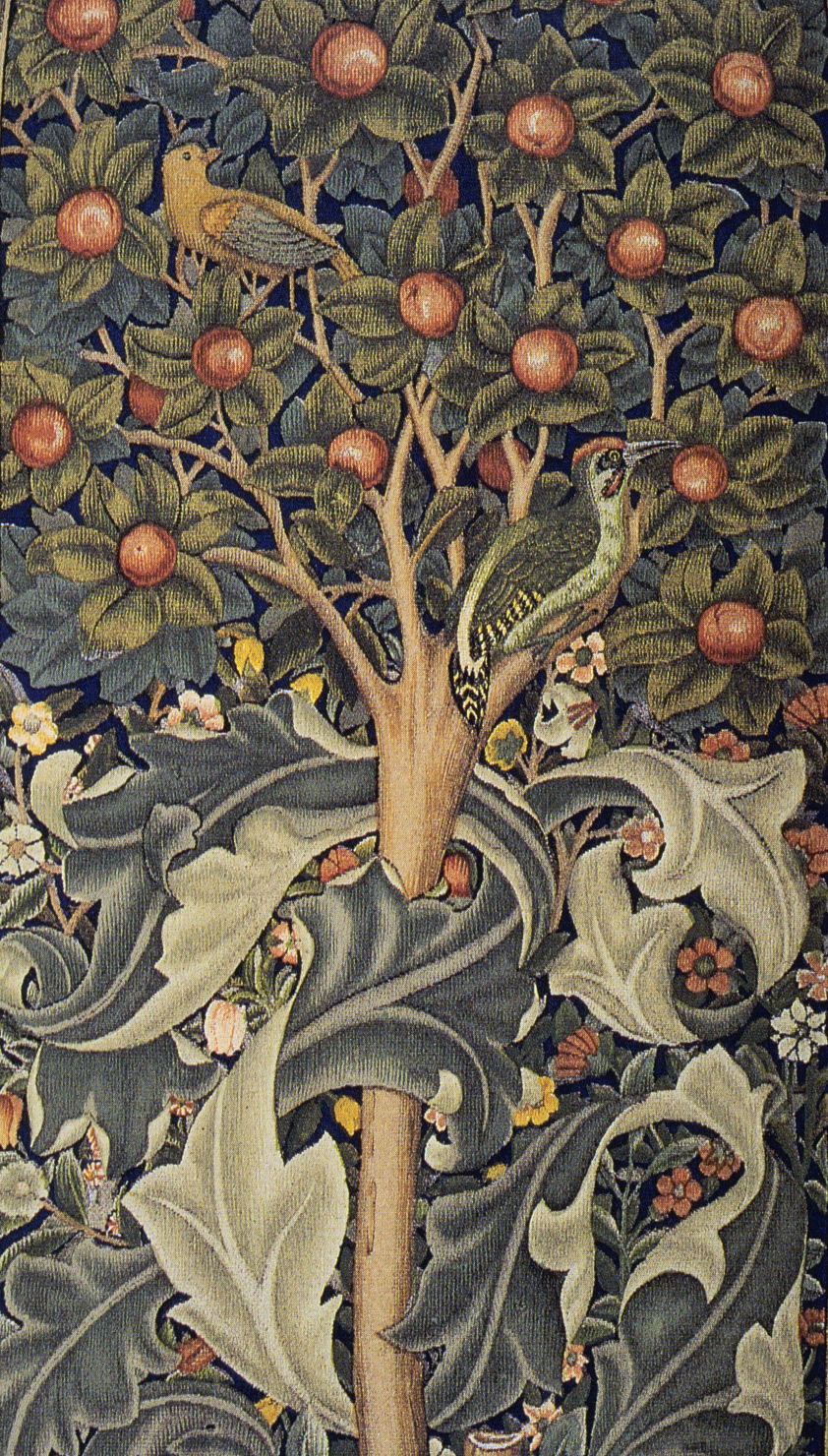
Detalle del tapiz del pájaro carpintero, 1885

## Imágenes antiguas

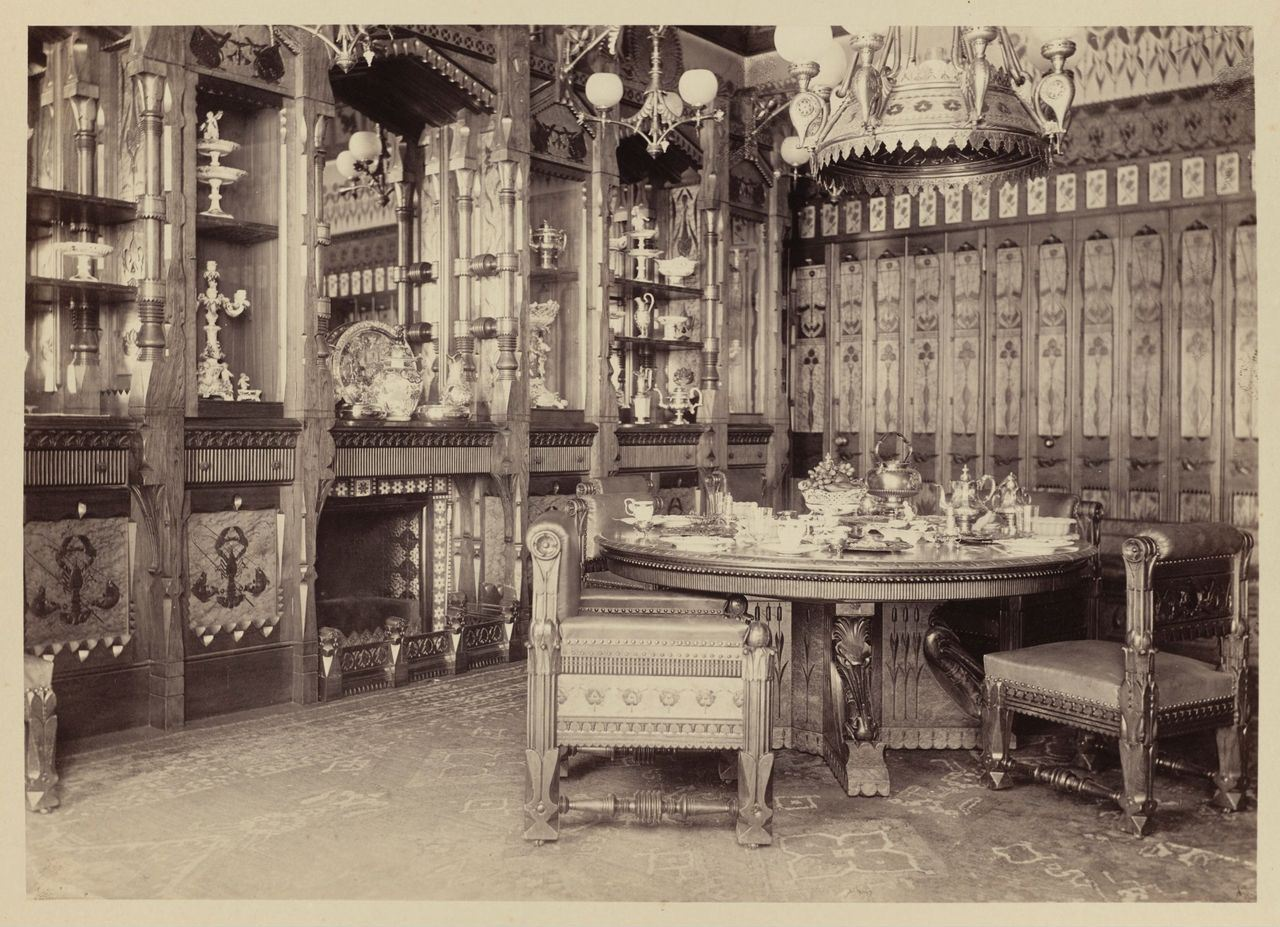
Comedor de la casa adosada de Theodore Roosevelt Sr., ciudad de Nueva York (1873, demolida).
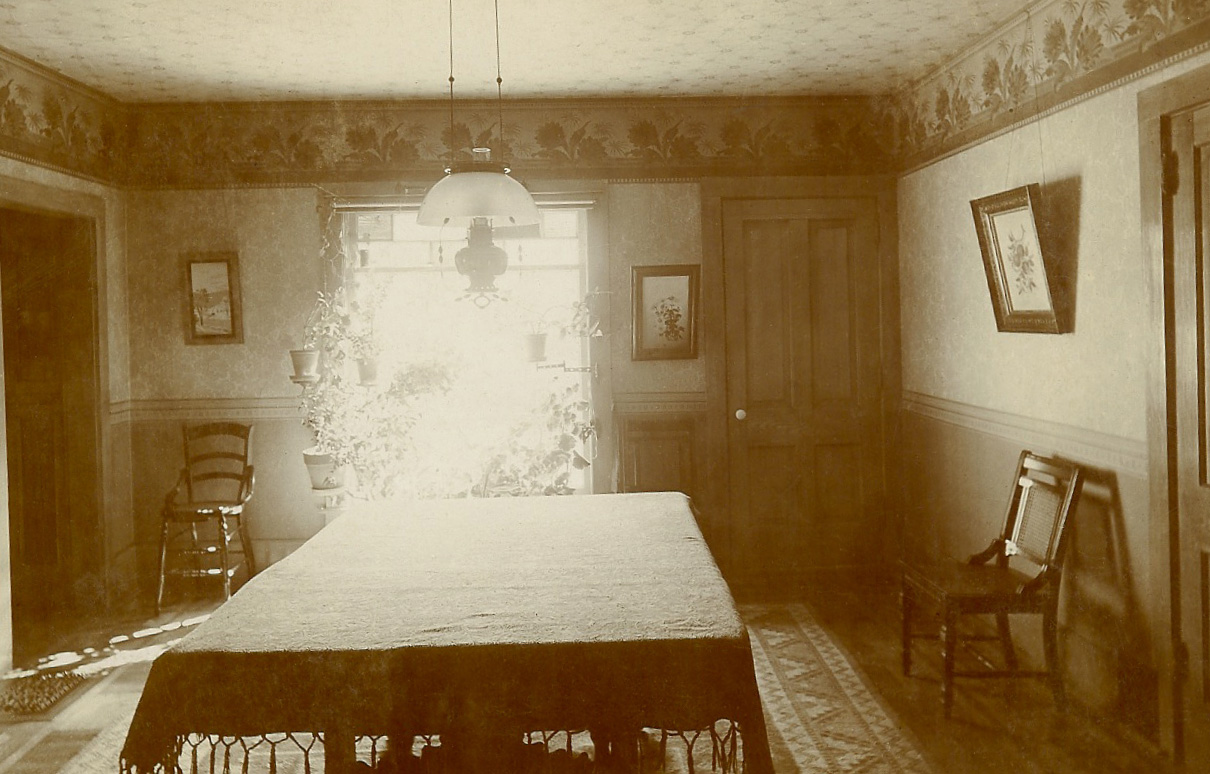
Comedor de estilo victoriano, EE.UU. principios de 1900.
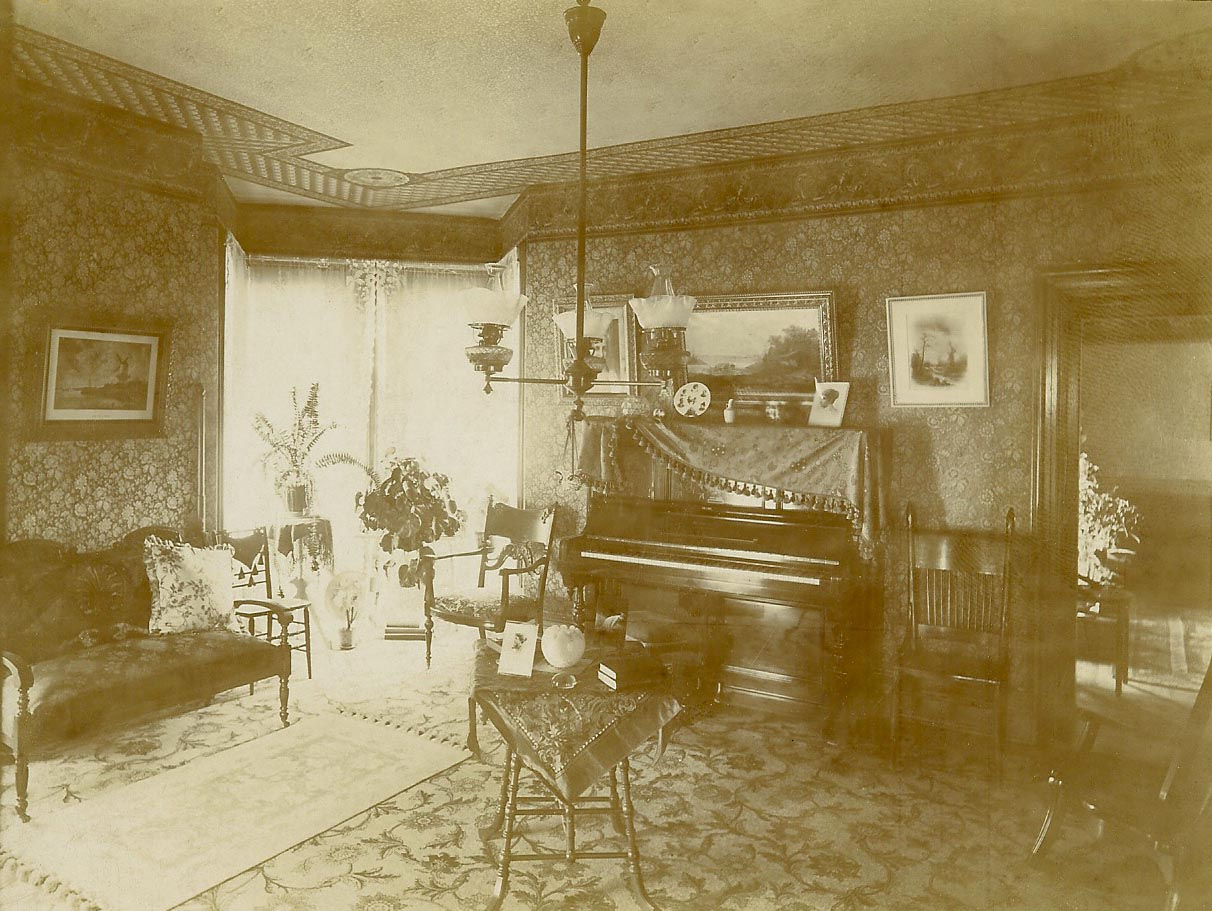
Salón de estilo victoriano, EE. UU., principios de 1900
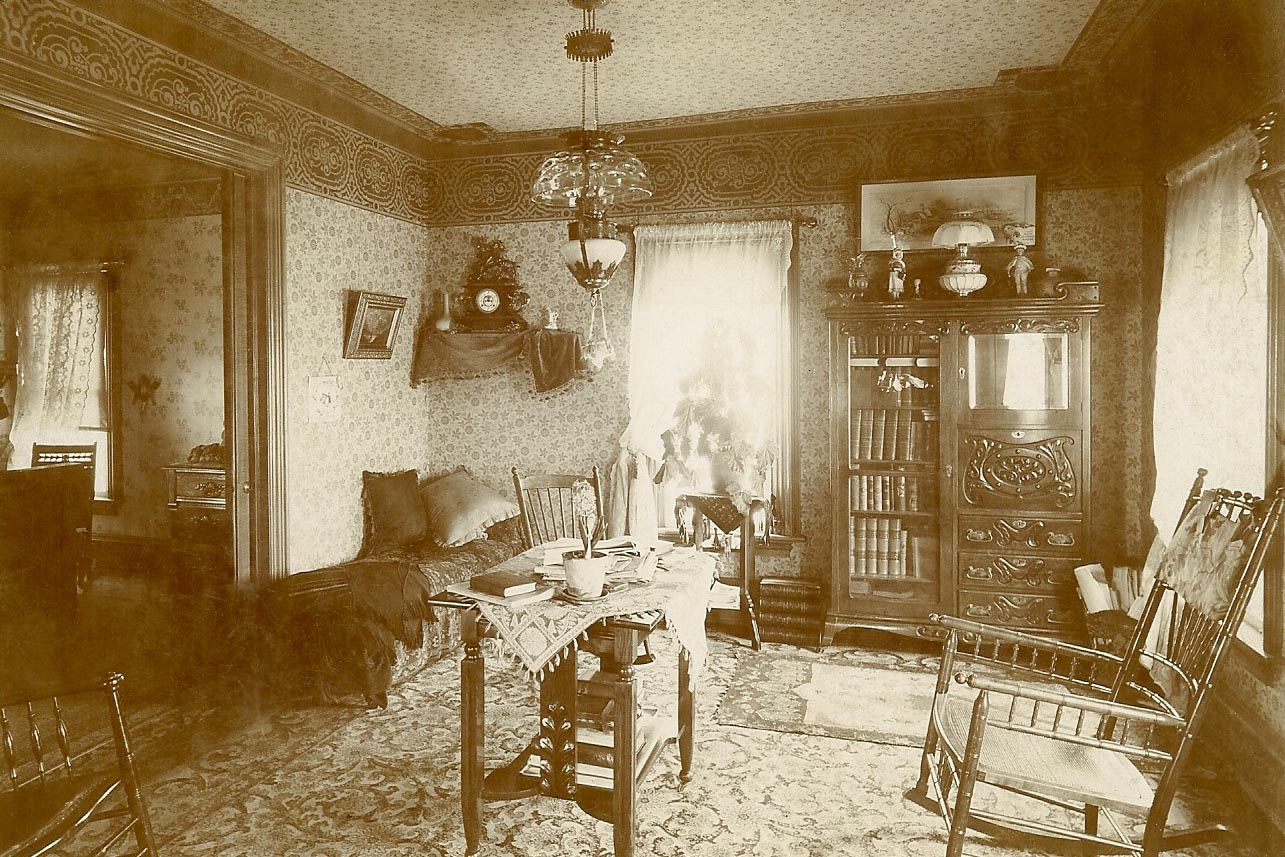
Habitación con diseño victoriano, principios de 1900
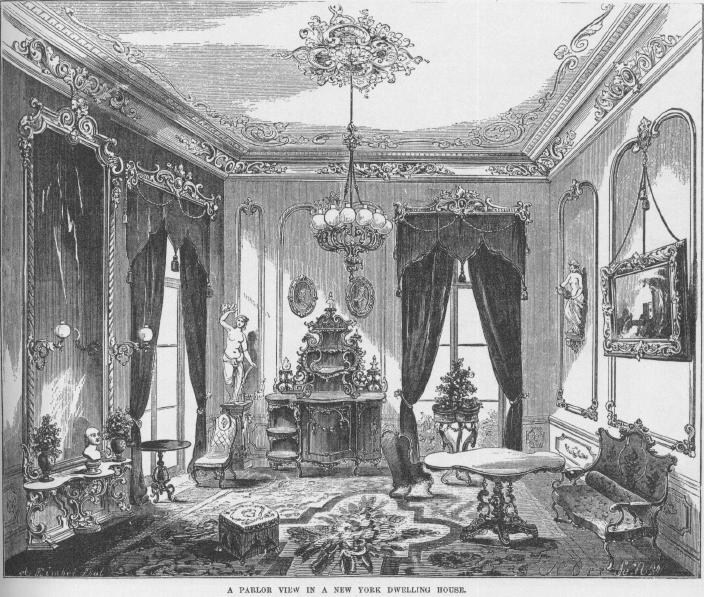
Salón en una casa de Nueva York de la década de 1850.
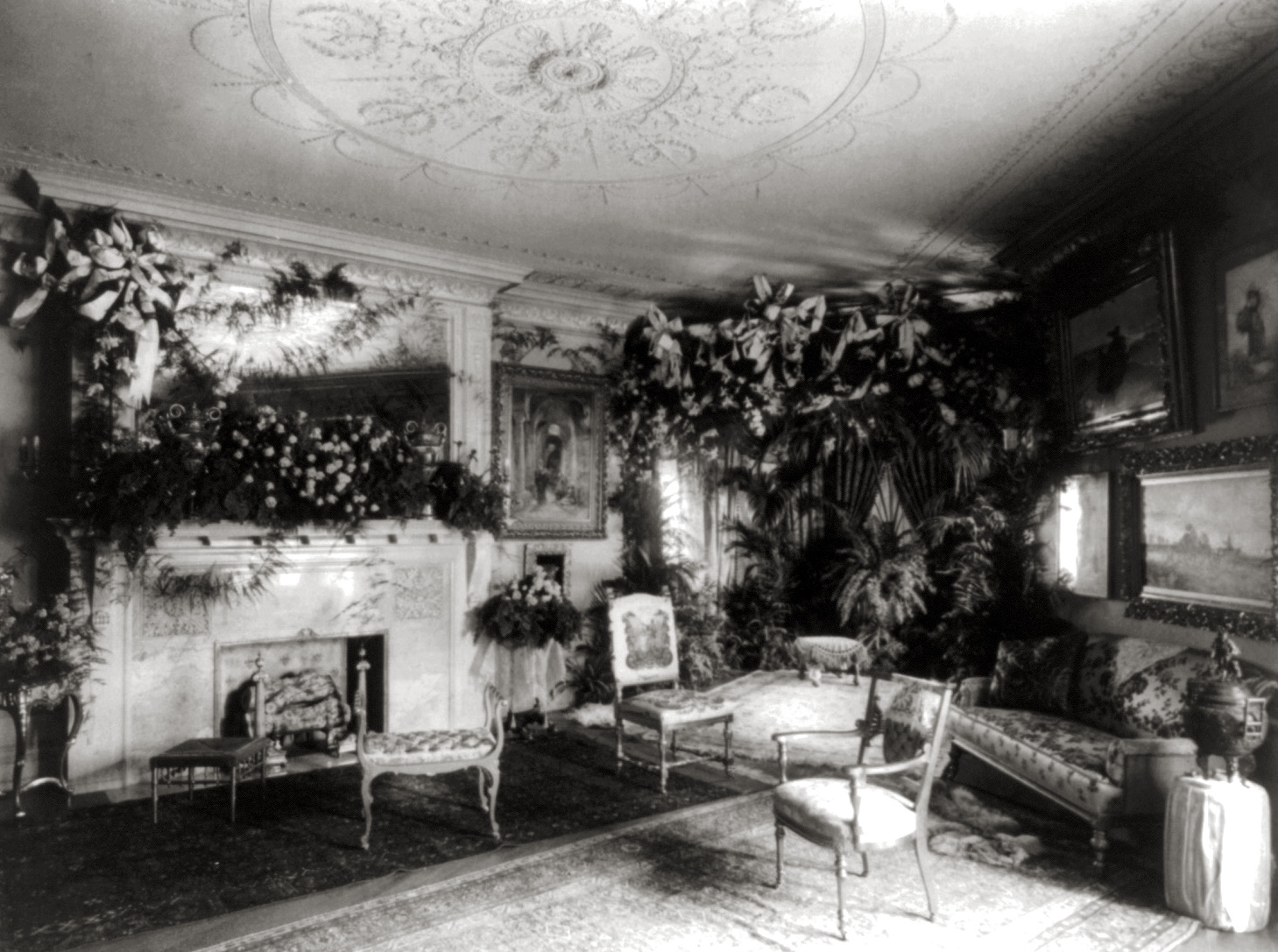
El salón de la Casa Whittemore 1526 New Hampshire Avenue, Dupont Circle, Washington, DC

## Interiores conservados

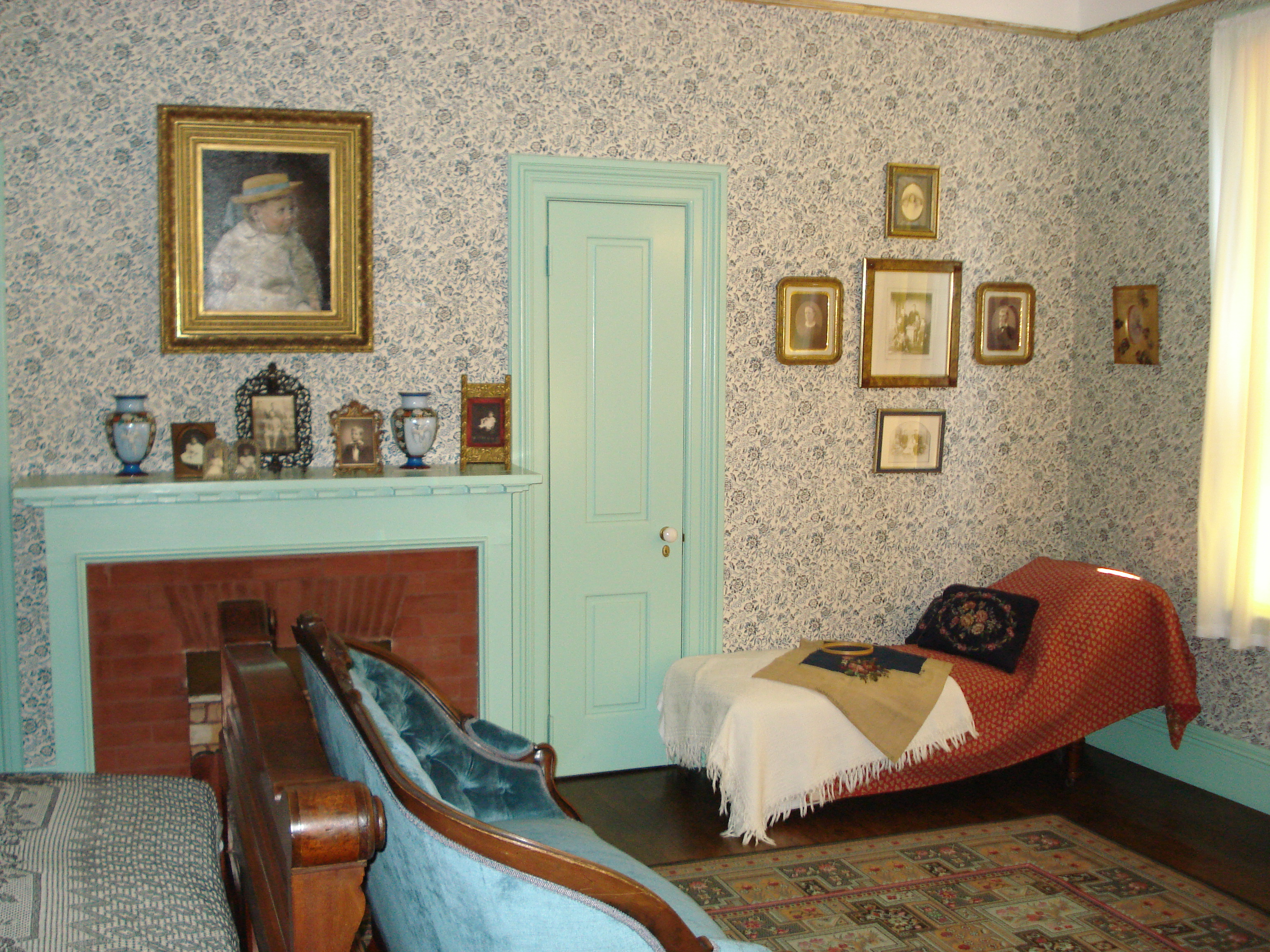
Dormitorio de la década de 1890, sitio histórico nacional James A. Garfield
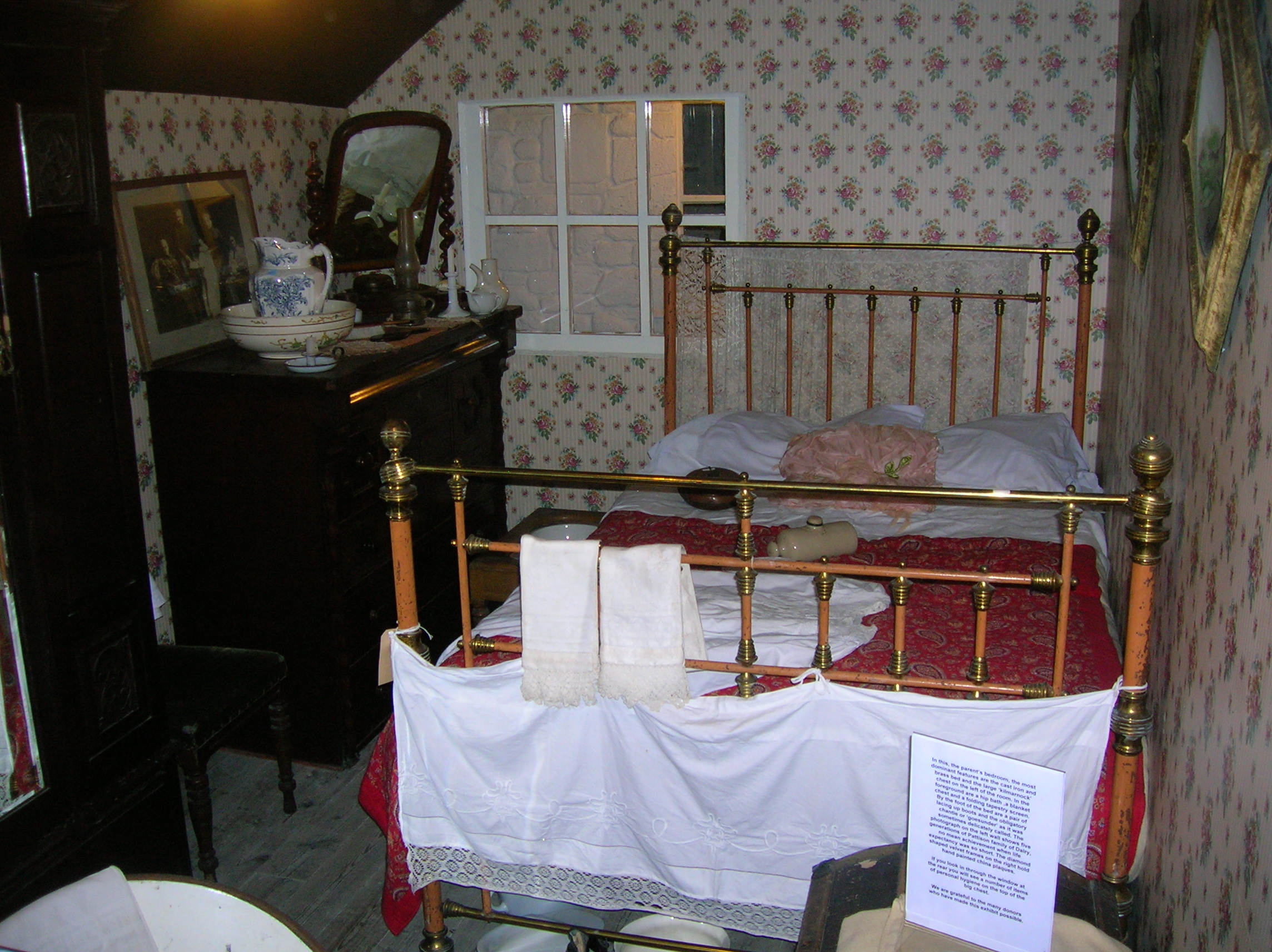
Exposición dormitorio victoriano, Dalgarven Mill, Ayrshire
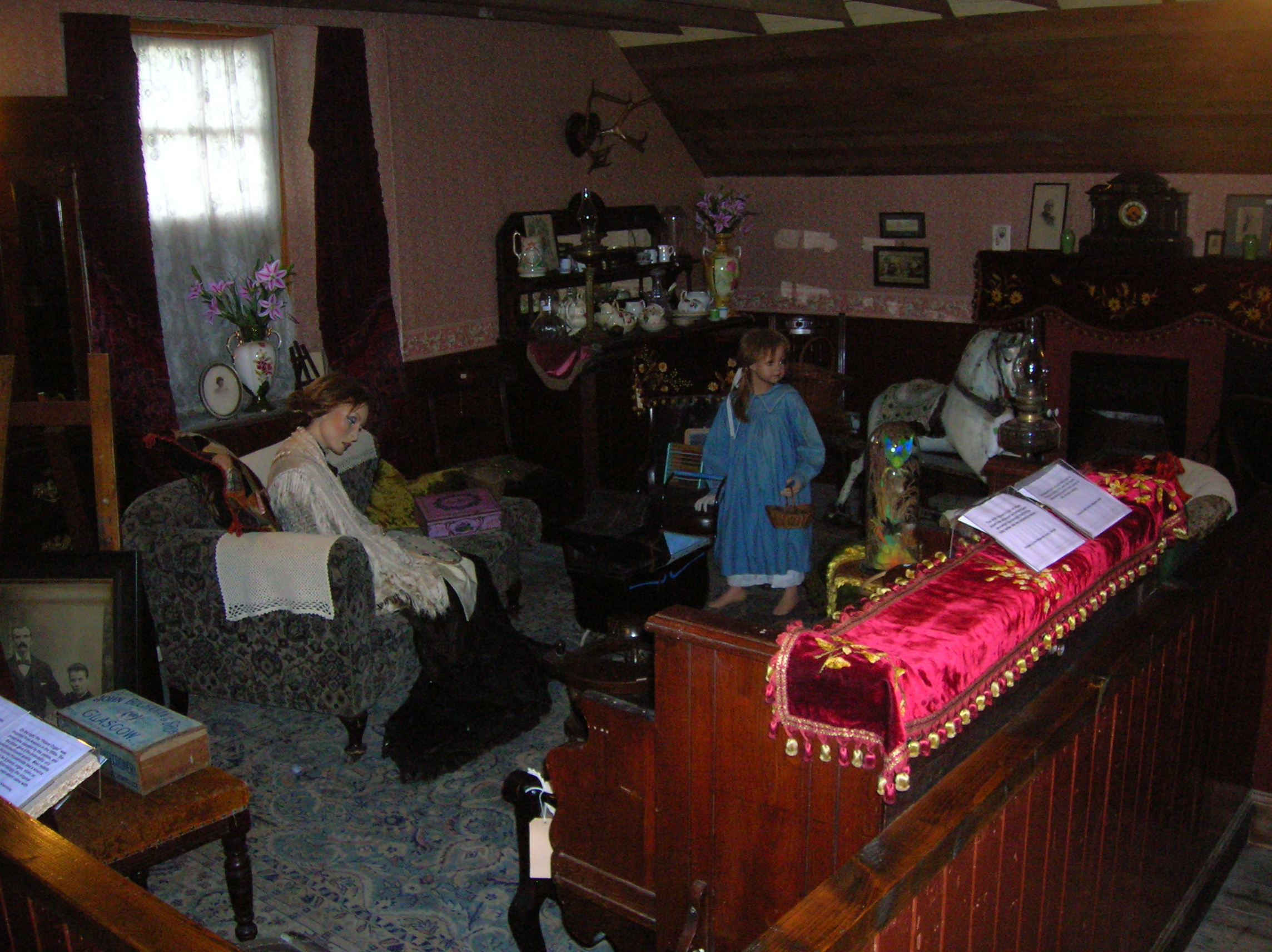
Salón victoriano
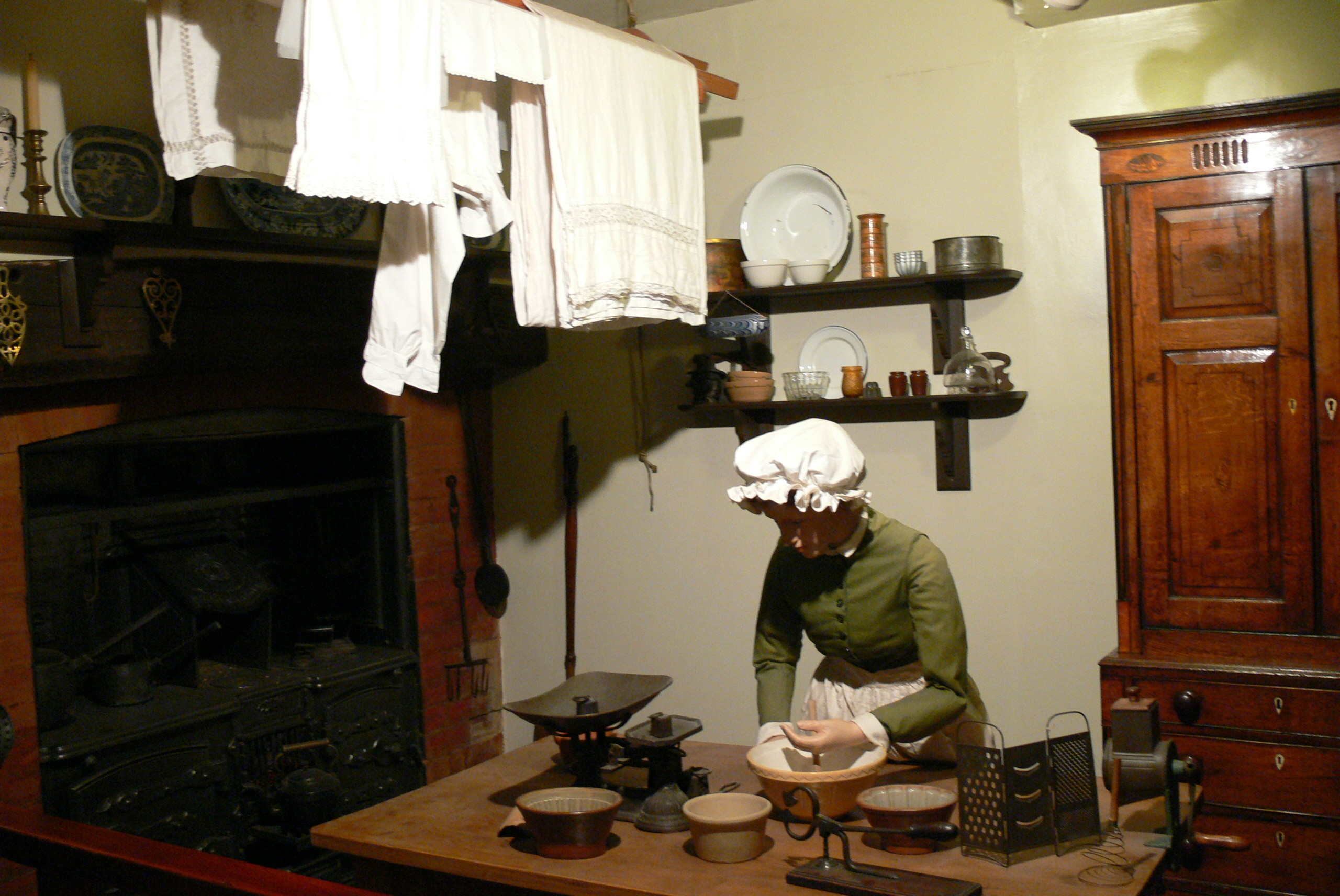
Cocina victoriana, Dalgarven Mill, Ayrshire
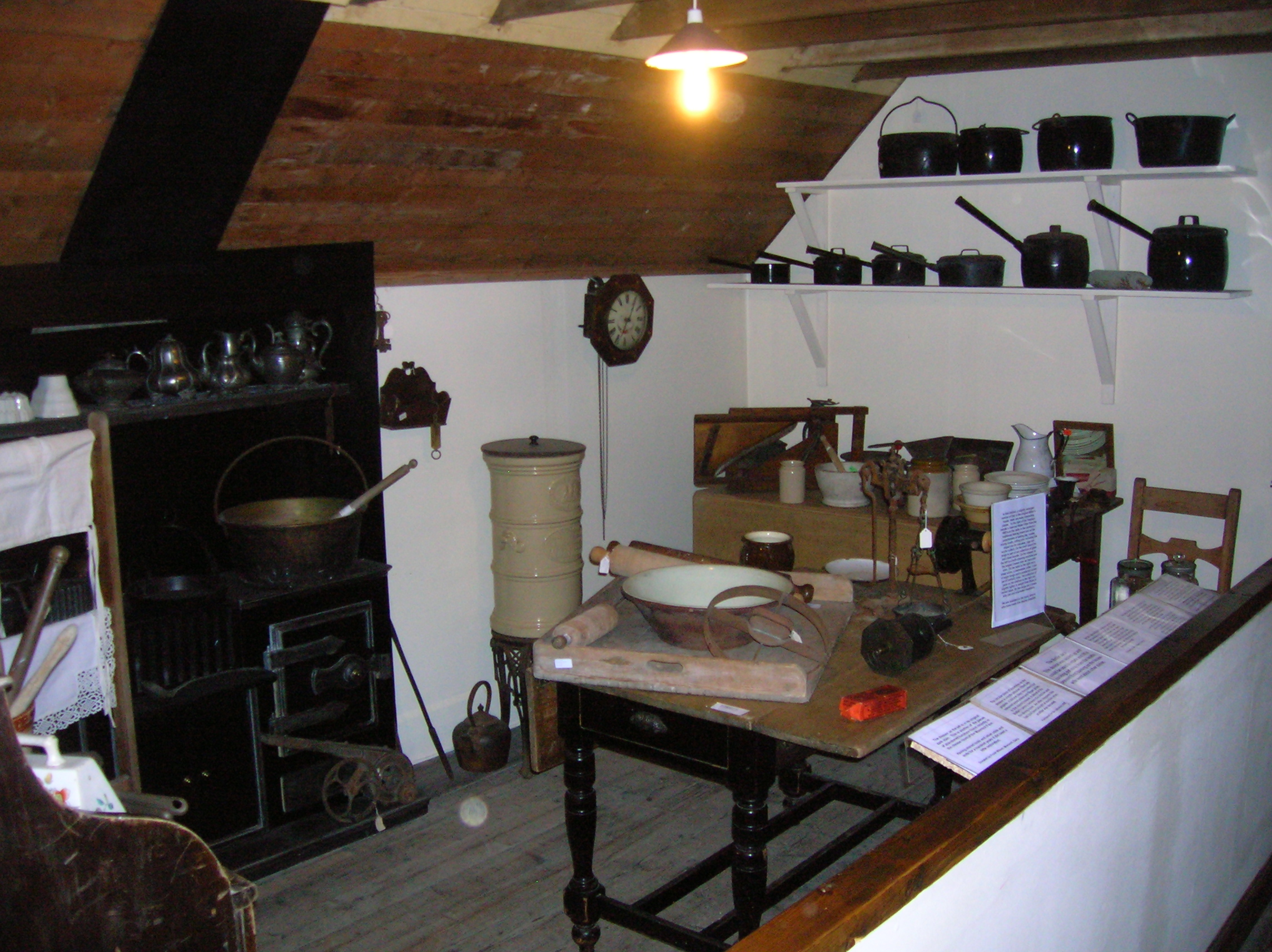
Cocina victoriana, Dalgarven
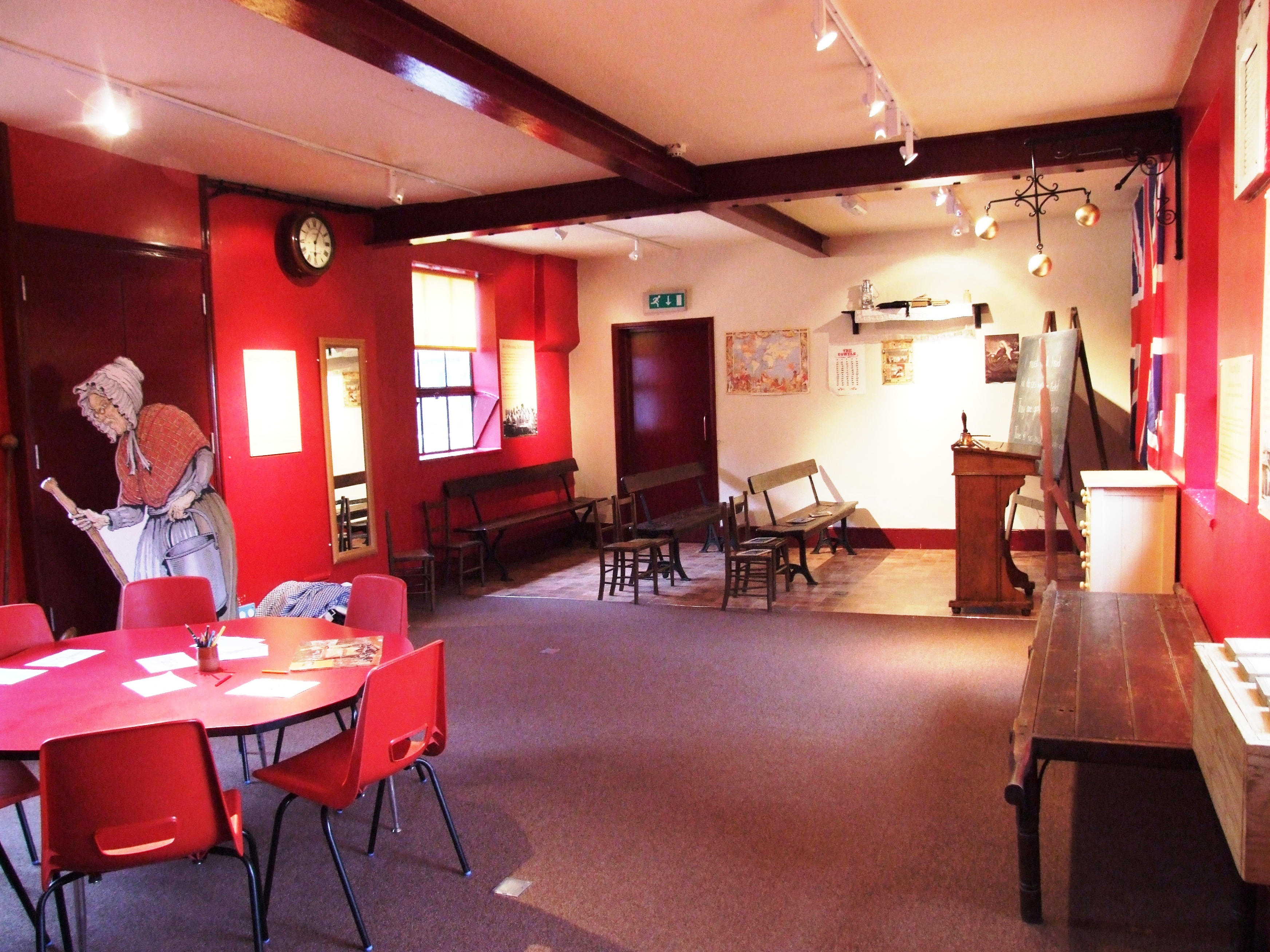
Aula de trabajo

## La estética de la decoración victoriana de Oscar Wilde
El principal de los practicantes literarios del esteticismo decorativo fue Oscar Wilde, quien abogó por el individualismo decorativo victoriano en forma de discurso, ficción y ensayo. La noción de Wilde de iluminación cultural a través de señales visuales se hace eco de la de Alexandre von Humboldt quien sostenía que la imaginación no era el producto romántico de la escasez y el misterio, sino algo que cualquiera podía comenzar a desarrollar con otros métodos, incluidos los elementos orgánicos en la pteridomanía [  ].
Al cambiar la vivienda inmediata de uno, uno también cambia de opinión [  ]; Wilde creía que el camino a seguir en el cosmopolitismo comenzaba como un medio para eclipsar lo socialmente mundano, y que dicha guía no se encontraría en libros o aulas, sino a través de una epistemología platónica vivida. Un cambio estético en las artes decorativas victorianas del hogar alcanzó su resultado más alto en la transformación literal del individuo en cosmopolita, como se consideró y notó a Wilde, entre otros, en su gira por América.
Para Wilde, sin embargo, el significado interno de las artes decorativas victorianas es cuádruple: primero hay que reconstruir el propio interior para captar lo que hay fuera tanto en términos de vivienda como de mente, mientras se vuelve a escuchar a von Humboldt en el camino a Platón para estar inmerso en el cosmopolitismo contemporáneo, por lo tanto en el estado ideal volviéndose uno mismo admirablemente estético.